# Cassidina typa
Cassidina typa är en kräftdjursart som beskrevs av H. Milne Edwards 1840. Cassidina typa ingår i släktet Cassidina och familjen klotkräftor.
Artens utbredningsområde är havet kring Nya Zeeland. Inga underarter finns listade i Catalogue of Life.